# M41 워커 불독
M41 워커 불독, 공식명 76-mm포 전차, M41은 미국이 정찰 목적으로 개발한 경전차이다.

## 개요
캐딜락이 1951년부터 1954년까지 이 전차를 생산했으며, 제2차 세계 대전 때 사용했던 M24 채피 전차를 성공적으로 교체했다. 정찰용 차량으로 연구되고 중점화되었지만, M41 전차의 무게와 주포는 보병지원 및 공수 강하 시에도 효율적이었다. 미군이 정식으로 사용하기 시작한 이후, 모든 M41 전차는 작은 불독이라 명명되었으며 이후 1950년 사고로 사망한 고 월튼 워커 장군의 이름을 따 워커 불독이라 명명되었다.

## 수출
M41은 미국 경전차 중 해외로 가장 많이 수출된 전차였고, 미국에 의해 상당히 많은 양이 아시아로 수출되었다. 상대적으로 가격이 저렴하고 정비가 용이한데다 경전차임에도 화력이 좋아 대만, 베트남, 태국 등에서는 M41을 주력으로 사용했다. 특히 베트남은 제대로 된 실전을 벌여 M41의 성능을 입증한 나라였다. 1968년 월맹군이 실시한 구정 공세 당시 주요 거점과 기지의 방어 임무를 수행하던 월남군의 M41은 상당한 전과를 보였다. 특히 1971년의 ‘람손 719 작전’ 당시 벌어진 기갑전에서 월남군의 M41은 단 한 대의 손실도 없이 월맹군의 T-54 전차 6대와 PT-76 경전차 16대를 격파했다. 비록 이후에 월맹군의 반격을 받고 퇴각할 때 많은 수의 M41이 유기되지만 단지 전차전만 놓고 본다면 충분히 뛰어난 전투력을 발휘했다고 할 수 있다. 적어도 화력만 충분히 강하다면 경전차로도 어느 정도 기갑전을 수행할 수 있음을 입증한 것이었다.

## 특징
M41은 주조 및 용접으로 제작됐다. 장갑은 M24보다 두꺼워졌지만 압연 강판을 사용하던 당시의 기술 여건상 방어력이 획기적으로 향상된 것은 없다. 차체는 안정성이 입증된 M24의 차체를 기반으로 제작이 이루어져서 크기가 조금 커졌을 뿐 상당히 비슷하다. 외형으로 쉽게 구별이 되는 토션 바 서스펜션은 비단 M41뿐만 아니라 M60까지 이어지는 미국 전차의 보편적인 방식이다. 전반적으로 M24보다 크기가 커진 데다 당시까지 등장한 대부분의 전차들을 격파할 수 있을 만큼 보다 강력한 M32포를 운용하기 위해 무게가 25톤에 이를 만큼 증가했다. 하지만 2배나 강력한 500마력의 힘을 낼 수 있는 콘티넨탈 AOS-895 엔진 덕분에 주행 능력은 오히려 좋아졌다. 최대 시속 72km의 쾌속 순항이 가능해서 그야말로 경전차 본연의 임무인 정찰, 수색에 최적화되었다.